# Повне євангеліє
Повне євангеліє (Full Gospel) — термін, який часто використовується для опису доктринальних вчень п'ятидесятництва та харизматичного християнства, євангельських рухів, що виникли в 19 столітті. Цей рух та його вчення виросли з армініанства Джона Веслі епохи Громадянської війни в Америці, особливо завдяки «чотирикратному» вченню А. Б. Сімпсона, засновника Християнського та місіонерського союзу.